# Un'aliena al centro della Terra
Un'aliena al centro della Terra è un  film del 1988, diretto da Albert Pyun. È una storia di ambientazione fantascientifica.

## Trama
Wanda Saknussemm alla ricerca di suo padre dato per morto ritrova una stanza segreta che la condurrà nelle profondità della terra. Qui incontra un minatore di nome Gus che l'aiuterà nella ricerca in quella che si scoprirà essere Atlantide.